# Gelbe Gewerkschaft
Gelbe Gewerkschaften oder auch gelbe Organisationen sind oft ordoliberal orientierte Gewerkschaften. Sie wenden sich gegen die von den „roten Gewerkschaften“ vertretenen sozialistischen oder sozialdemokratischen Ideen. Sie stellten eine Vereinigung von Arbeitnehmern dar, die den gewerkschaftlichen Kampf ablehnen, wirtschaftsfreundlich auftreten, ein freundschaftliches Verhältnis zu den Unternehmern anstreben und von diesen moralisch und finanziell unterstützt werden. In Betriebsräten verzichten sie auf die vollumfängliche Nutzung der rechtlich möglichen Handlungsoptionen.

## Geschichte
Die erste gelbe Gewerkschaft entstand vermutlich in Frankreich während eines Streiks in den Eisenfabriken von Creusot im Jahr 1899 als eine Gegenbewegung zu den syndikalistischen roten Gewerkschaften, die zu dieser Zeit die französische Arbeiterbewegung dominierten.
Für den Namen gibt es verschiedene Erklärungen; möglicherweise geht er auf die gelbe Quaste zurück, die die ersten gelben Gewerkschaften als Symbol verwendeten. Eine weitere Vermutung beruht darauf, dass die Verbände in Paris die Fenster ihrer Verbandshäuser mit gelbem Papier abdeckten, um sich so von den sozialistischen Verbänden, welche rotes Papier verwendeten, abzugrenzen. Auf der einen Seite scheint die Entstehung gelber Gewerkschaften in verschiedenen französischen Betrieben einen authentischen Widerstand gerade katholischer Arbeiter gegen den Syndikalismus und die dauernden Streiks widerzuspiegeln, auf der anderen Seite machten sehr schnell die Unternehmer sich die Idee zunutze und setzten die gelbe Gewerkschaft für ihre eigenen Zwecke ein.
Unter Führung von Pierre Biétry, einem früheren Anhänger der syndikalistischen CGT, kam es zwischen 1900 und 1910 zum Versuch, aus den in verschiedenen großen Betrieben organisierten gelben Gewerkschaften eine politische Bewegung zu formen. Ein Kerngedanke dieser Bewegung war die Beteiligung der Arbeiter am Unternehmensgewinn und die friedliche Kooperation von Arbeit und Kapital. Gleichzeitig stand die Bewegung der sich nach der Dreyfus-Affäre formierenden Neuen Rechten und dem konservativen Katholizismus nahe und vertrat vielfach antisemitische Ideen, die in der Mitgliederzeitschrift Le Jaune (Der Gelbe) verbreitet wurden. Doch konnte Biétrys Dachverband der gelben Gewerkschaften nicht dauerhaft unter den Arbeitern Fuß fassen und verschwand um 1910 von der politischen Bühne.
In Deutschland kam es um 1905 zur Gründung erster gelber Gewerkschaften, so zum Beispiel bei Siemens oder unter Metallarbeitern in Augsburg. Kurz nach dem Ende des Ersten Weltkriegs verpflichteten sich die damaligen deutschen Arbeitgeberverbände im Stinnes-Legien-Abkommen, ihre bisherige Unterstützung für die gelben Gewerkschaften einzustellen und die „roten Gewerkschaften“ erstmals als Tarifpartner anzuerkennen. Bis zum heutigen Tag gibt es immer wieder Versuche, gelbe Gewerkschaften zu etablieren, so zum Beispiel die Arbeitsgemeinschaft Unabhängiger Betriebsangehöriger (AUB) oder die Gewerkschaft der Neuen Brief- und Zustelldienste (GNBZ), mit der die private Postbranche versucht, den Mindestlohn im Briefzustellergewerbe abzuwenden.
In Österreich ist hier besonders die Unabhängige Gewerkschaft zu nennen, die ab 1928 vor allem in den Betrieben der Österreichisch-Alpinen Montangesellschaft organisiert wurde und dem deutschnational-antidemokratischen Steirischen Heimatschutz nahestand.